# Dinamarca en los Juegos Paralímpicos de Innsbruck 1984
Dinamarca estuvo representada en los Juegos Paralímpicos de Innsbruck 1984 por cinco deportistas, tres hombres y dos mujeres. El equipo paralímpico danés no obtuvo ninguna medalla en estos Juegos.